# مقاطعة خارت (إنديانا)
مقاطعة خارت هي مقاطعة في إنديانا، بلغ عدد سكانها 197٬559  نسمة، في 2010، عاصمتها غوشين، تبلغ مساحتها 1٬212 كيلومتر مربع.

## الموقع
تشترك في الحدود مع:
- مقاطعة كاس
- مقاطعة كوسيوسكو
- مقاطعة مارشال
- مقاطعة نوبل
- مقاطعة سانت جوزيف (ميشيغان)
- مقاطعة سانت جوزيف (إنديانا).

## التقسيمات الإدارية
- غوشين.

## أعلام
- هاورد هوكس